# Roncegno Terme
Roncegno Terme é uma comuna italiana da região do Trentino-Alto Ádige, província de Trento, com cerca de 2.475 habitantes. Estende-se por uma área de 38 km², tendo uma densidade populacional de 65 hab/km². Faz divisa com Fierozzo, Torcegno, Ronchi Valsugana, Frassilongo, Borgo Valsugana e Novaledo.